# Миклухи
Миклу́хи — український козацький рід на Київщині, Чернігівщині і Стародубщині.

## Легенда про походження прізвища
Далекі предки Миклух були із запорізьких козаків. Коли Богдан Хмельницький підняв в 1648 році Україну на війну з поляками, Миклухи одними з перших встали під прапори гетьмана. Вони хоробро билися і у відомій битві під Жовтими Водами, відзначився козак із Стародубського полку по прізвищу Миклуха, якого звали Грицько.
Як свідчить старовинний родовий переказ Міклухо-Маклаїв, що дійшов до наших днів, Грицько взяв у полон шотландського лицаря Мікаеля Мак-Лая, що по бідності найнявся в польське військо. Мак-Лай прижився в сім'ї Миклух і пізніше поріднився з ними, одружившись із сестрою Грицька — Ганною. Для того, щоб зіграти весілля, Мікаелю довелося прийняти православ'я. Із з'єднання двох прізвищ виникло нове — Миклухо-Маклаї. Але козаки, як і раніше, продовжували іменуватися просто Миклухами і лише в другій половині XIX століття Микола Миколайович Миклуха, будучи студентом за кордоном, повернув прізвищу повне написання — Миклухо-Маклай.

## Легендарні представники

### Макуха Охрім
Роки життя не відомі. Курінний отаман Запорозької Січі в 30-і роки XVII сторіччя. Засновник роду. Мав трьох синів — Назара, Омелька та Хому.

### Макуха (Миклуха) Степан Карпович
Роки життя: нар. ? — пом. після 1788. Сотник козацького війська, правнук Охріма Макухи, син сільського коваля Карпа Макухи. Брав участь у російсько-турецькій війні 1787—1791 років. Командував кінною сотнею. Відзначився 1788 року при взятті турецької фортеці Очаків. Степан першим підійнявся на стіну та встановив там прапор. За свій подвиг отримав чин хорунжого. За клопотанням фельдмаршала Петра Румянцева Степану було надане спадкове дворянство. Саме він змінив «немилозвучне» прізвище «Макуха» на більш «благородне» — «Миклуха», а своє юнацьке прізвисько «Махлай» на «Маклай», які став іноді писати через риску. За військову службу отримав невелике землеволодіння у Стародубському повіті на Чернігівщині.

### Миклуха Ілля Захарович
Роки життя: нар. ? — пом. 1822. Козак, брав участь у війні 1812 року, будучи офіцером Низовського полку. Дослужився до чину прем'єр-майора. Був важко поранений у битві при Березині, після чого подав у відставку. У його родині було троє синів, з яких Микола був наймолодшим і найобдарованішим.

## Відомі представники роду зі Стародубщини

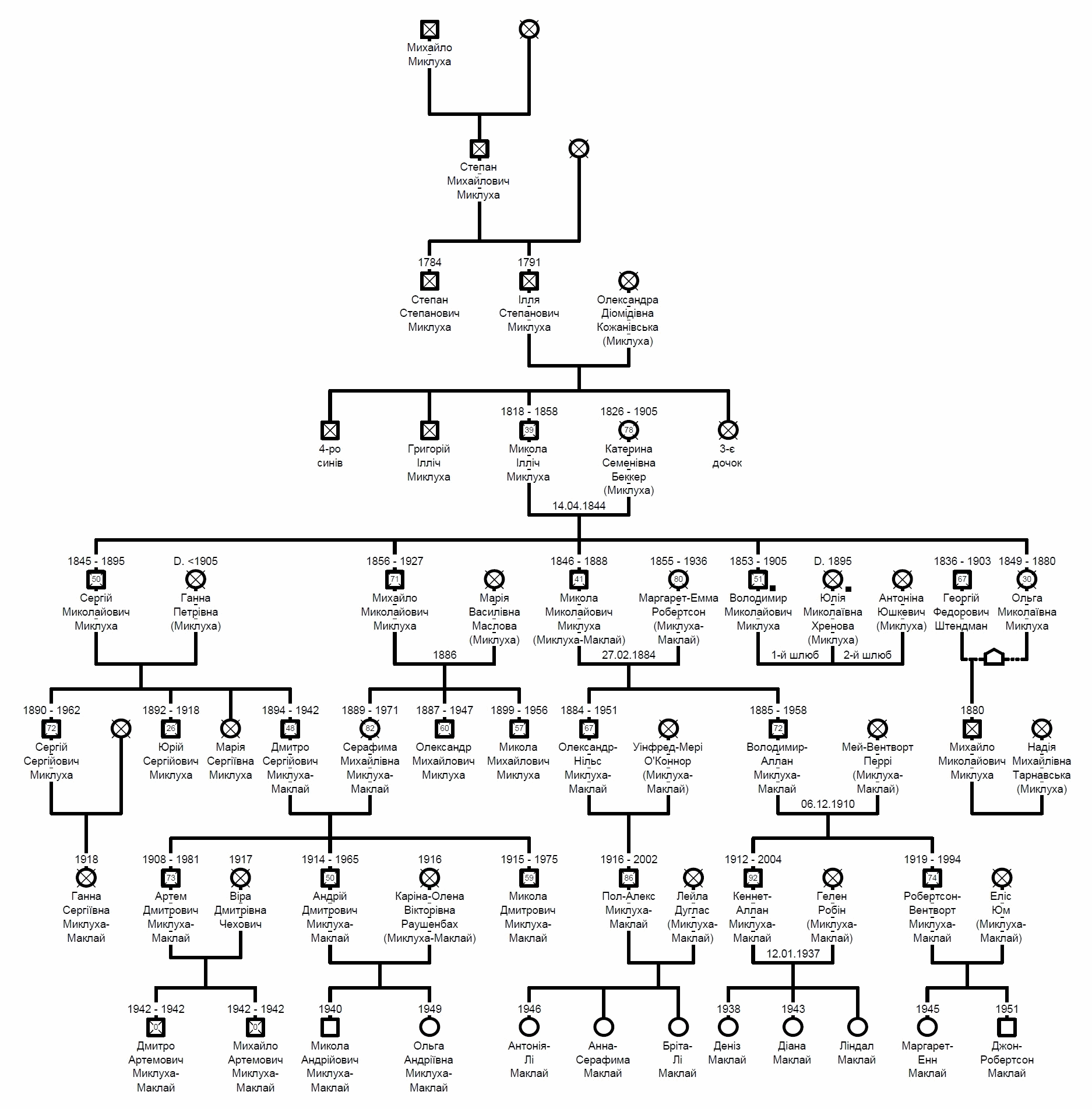
Родовідне дерево Миклух зі Стародубщини.

### Миклуха Микола Ілліч
Роки життя: нар. 12 (24) жовтня 1818 — пом. 20 грудня 1857 (1 січня 1858). Народився у Стародубі Чернігівської губернії в незаможній дворянській сім'ї. Батько Миколи Миклухи-Маклая. Інженер — капітан. Навчався в Ніжинському ліцеї та Петербурзькому корпусі інженерів шляхів. Брав участь у будівництві Миколаївської залізниці. Керував будівництвом тверської ділянки залізниці Петербург — Москва. Начальник IV відділення С.-Петербурзько — Московскої залізниці. Перший начальник Московського вокзалу.
Коли Тарас Шевченко опинився в засланні, Микола Ілліч виявив свою солідарність, виславши йому поштою 150 карбованців. Грошовий переказ на пошті затримали, а Миколу Ілліча звільнили зі служби. На той час він був начальником пасажирської станції та вокзалу в Петербурзі. Почалося слідство. Важко сказати, чим би все закінчилось, якби в нього не почалася швидкоплинна сухота. Помер, не доживши до 40 років.

### Миклуха Сергій Миколайович
Роки життя: нар. 22 червня (4 липня) 1845 — пом. 1895. Юрист, у 1865—1895 роках був дільничним мировим суддею (3-я дільниця міста Малина, Радомисльський повіт, Київська губернія), мав статський (цивільний) чин колезького секретаря.

### Миклуха-Маклай Микола Миколайович
Роки життя: нар. 5 (17) липня 1846 — пом. 2 (14) квітня 1888. Всесвітньовідомий мандрівник, антрополог, етнограф, географ, гуманіст.

### Миклуха Ольга Миколаївна
Роки життя: нар. 29 квітня (11 травня) 1849 — пом. 31 січня (12 лютого) 1880. Професійно займалася художнім розписом порцеляни.

### Миклуха Володимир Миколайович
Роки життя: нар. 19 (31) травня 1853 — пом. 15 (28) травня 1905. Російський морський офіцер, капітан I рангу. Учасник битви під Цусімою. Загинув під час бою.

### Миклуха Михайло Миколайович
Роки життя: нар. 31 березня (12 квітня) 1856 — пом. 12 квітня 1927. Гірничий інженер, геолог, дослідник Полісся. У 1880-1881 роках, будучи студентом Гірничого інституту, примикав до народовольців, подавав свою кандидатуру в загін метальників для вбивства царя Олександра II, але Софія Перовська відвела його кандидатуру. Як свідчив потім Михайло Миколайович, причиною став, за словами Перовської, «занадто м'який характер».
Серед топонімів Малина Житомирської області — західна частина міста Михайлівка, названа за ім'ям Михайла Миклухи, який володів цими землями у XIX столітті.

## Галерея

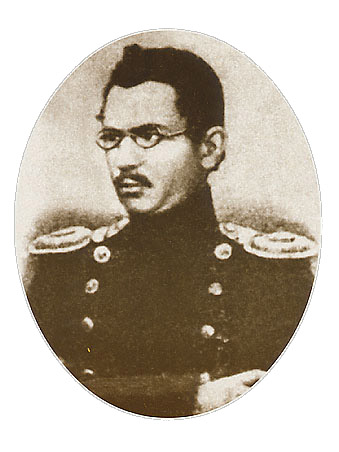
Микола Ілліч Миклуха
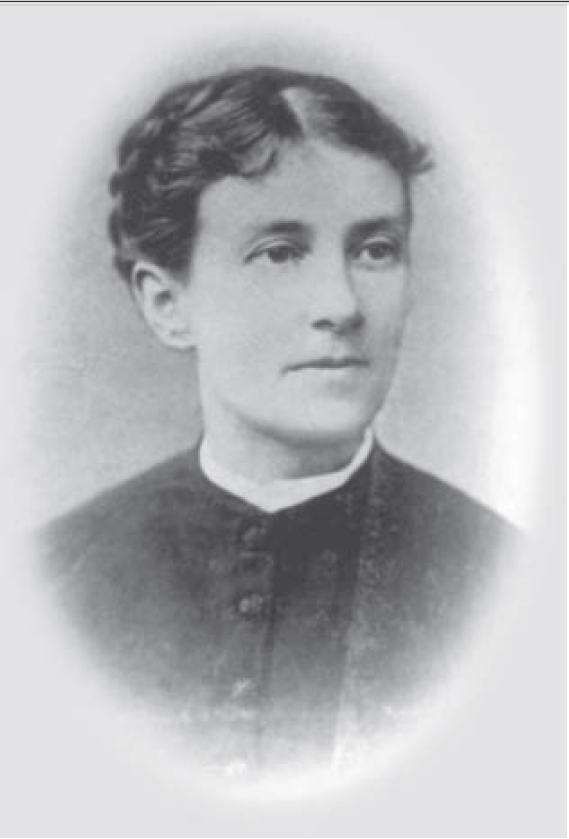
Катерина Семенівна Беккер (Миклуха)

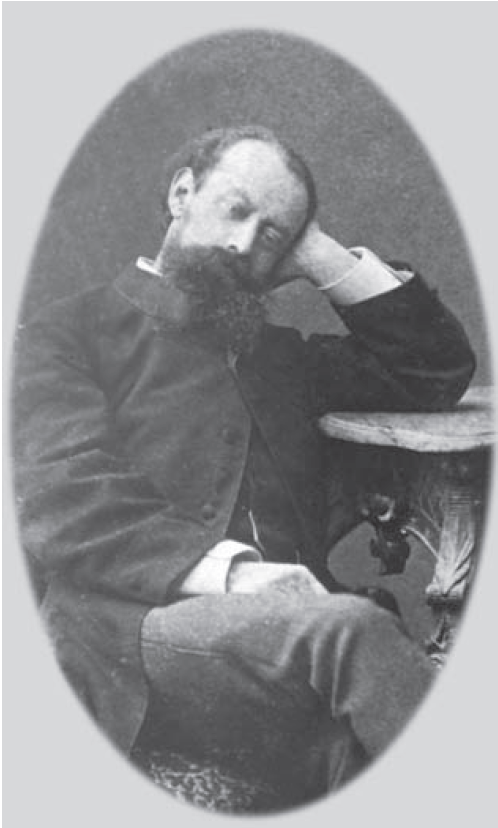
Сергій Миколайович Миклуха
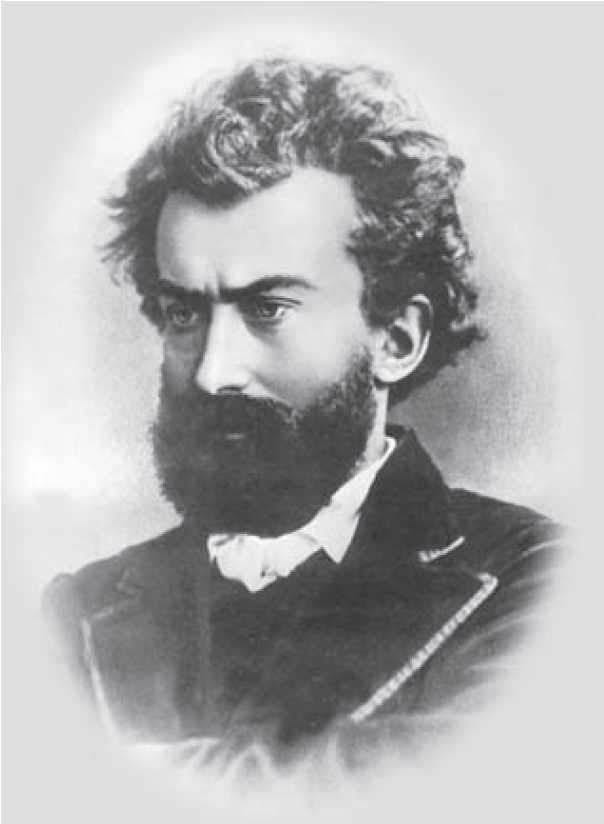
Микола Миколайович Миклуха-Маклай
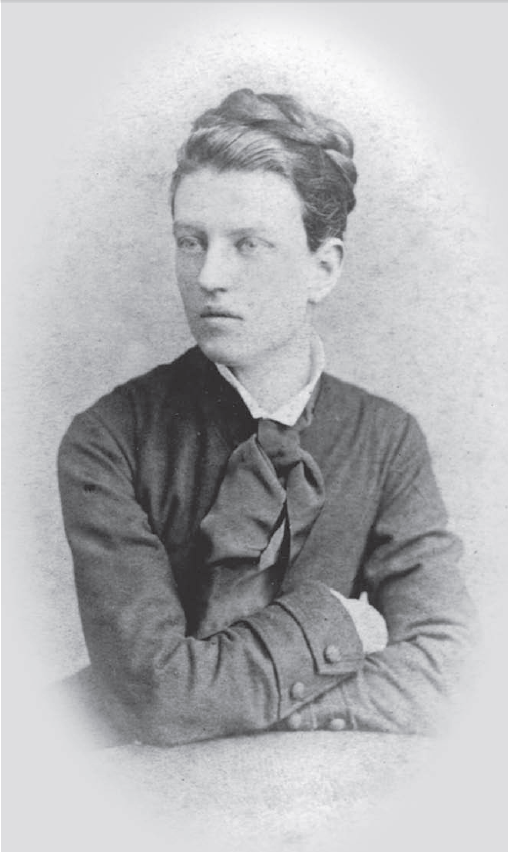
Ольга Миколаївна Миклуха
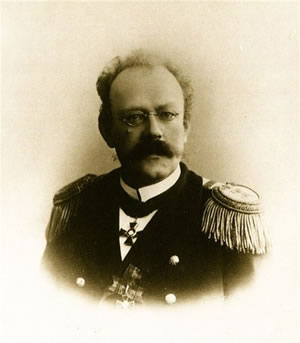
Володимир Миколайович Миклуха
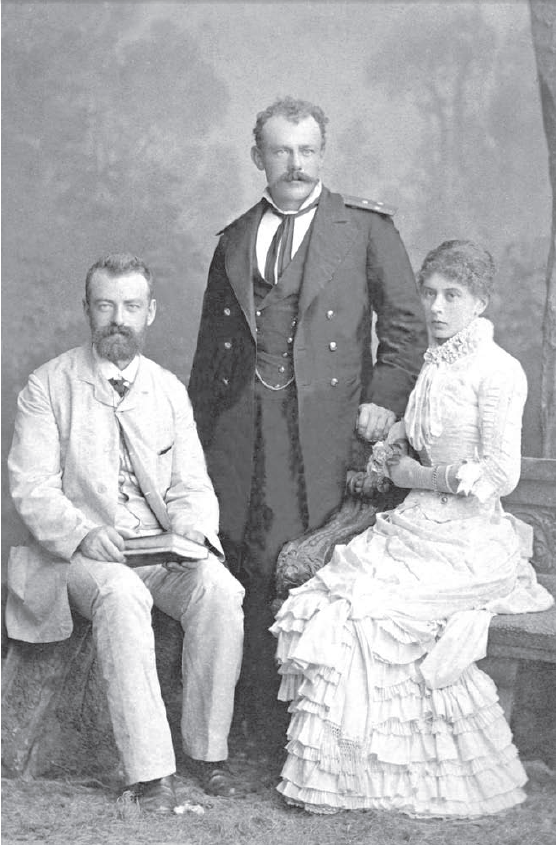
Михайло Миколайович Миклуха (сидить), Володимир Миколайович та його дружина Юлія

## Нащадки
На початку XXI століття в Австралії та за її межами мешкали 8 правнуків та 16 праправнуків Миклухи-Маклая. Кілька з них підтримували зв'язки з українською громадою в Австралії.
У 1980 та 1988 роках до Малина приїжджав онук Миклухи-Маклая — Роберт, молодший син Володимира-Аллана Миклухи-Маклая.

## Цікаві факти
У Стародубі XIX століття існував Миклухин провулок, у якому мешкали представники роду Миклух.